# إدارة عليا

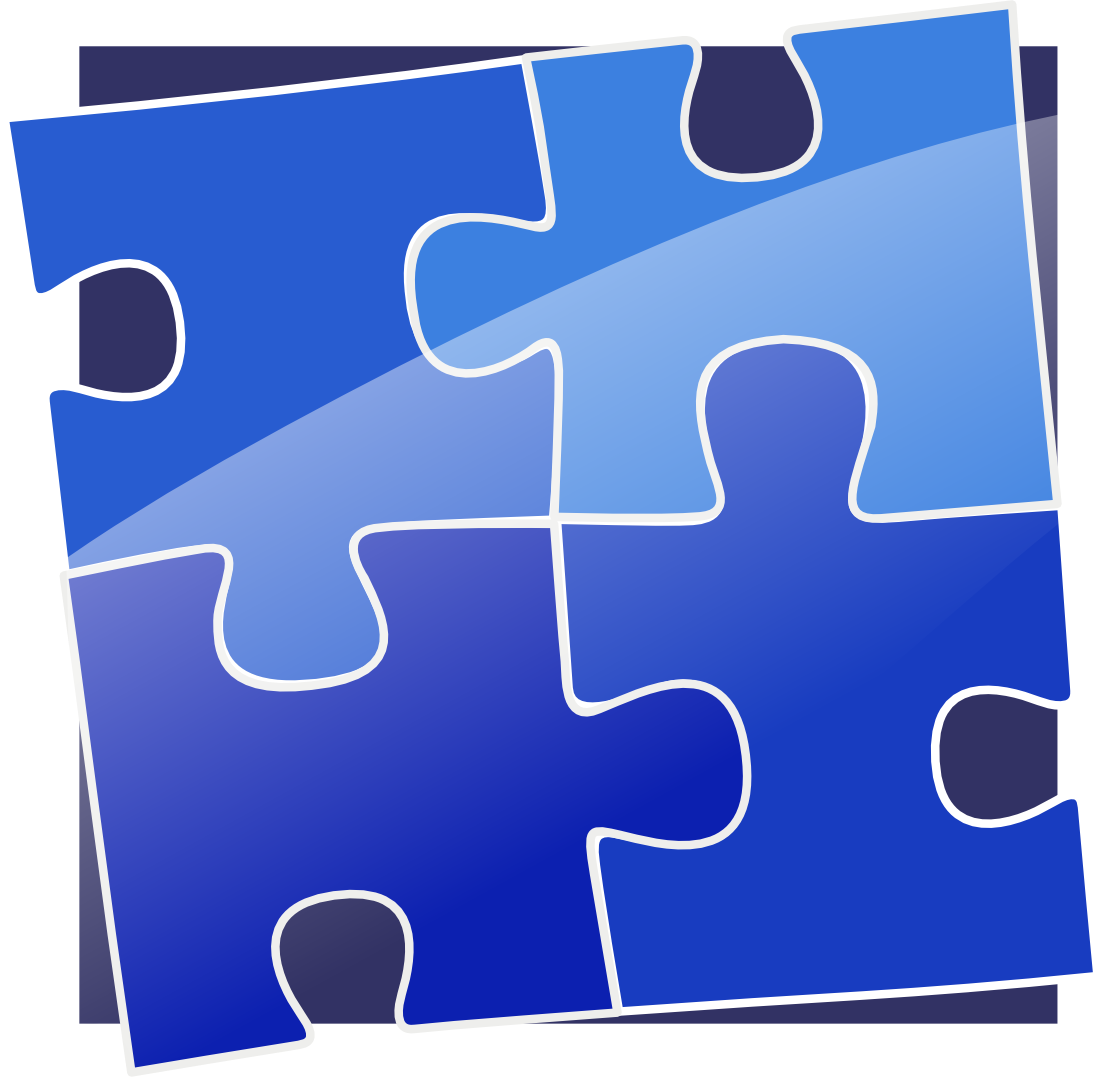

مستوى الإدارة العليا Top-Level Management
يقع هذا المستوى في قمة الهرم التنظيمي للمؤسسات عادة، ويشغله مديرو الإدارة العليا بمسمياتهم المختلفة؛ المدير العام، المدير التنفيذي، ونائب المدير العام، وأحياناً مجموعة إداريين، ويسمون: أعضاء مجلس الإدارة.

## مسؤوليات الإدارة العليا
1) رسم السياسات والإستراتيجيات وتحديد الأهداف الشاملة للمؤسسة.
2) توجيه عملية التفاعل بين المؤسسة والبيئة المحيطة بها.
3) وضع الخطط المستقبلية الكفيلة بتحقيق الأهداف المرجوّة.
4) وضع الهيكل التنظيمي للمؤسسة ، وتحديد المستويات الإدارية وتوزيع المراكز الوظيفية.